# Veengoot
De Veengoot is een centraal in de Nederlandse streek de Achterhoek gelegen riviertje. De Veengoot heeft zijn oorsprong iets ten zuiden van Lichtenvoorde. Hij stroomt globaal in noordwestelijke richting. Daarbij passeert hij de plaatsen Harreveld, Mariënvelde, Veldhoek en Vorden op korte afstand. De Veengoot loopt geruime tijd evenwijdig aan de Baakse beek. Iets ten noorden van Wichmond komen beide beken samen. Vanaf Wichmond gaan de twee samengevoegde beken verder als de Baakse Beek. Deze mondt enige kilometers verder in de IJssel uit. Vanaf het samenstroompunt begint ook het Stroomkanaal van Hackfort dat – indien de capaciteit van de Baakse Beek onvoldoende is – zorgt voor extra afwatering naar de IJssel.
De Veengoot loopt door de gemeenten Aalten, Oost Gelre, Berkelland en Bronckhorst.
De waterstand in het gebied wordt gereguleerd door het waterschap Rijn en IJssel. Tussen 1926 en 1940 werden er in het kader van de werkverschaffing verscheidene projecten uitgevoerd om de wateroverlast in de winter en de zomer te beperken. De afvoercapaciteit van zowel de Baakse Beek als de Veengoot werden vergroot en veel secundaire waterlopen in het gebied werden verruimd en uitgediept. 
De vissen in de Veengoot ondervinden bij hun dagelijks bezigheden hinder van de 13 stuwen in de beek. Uit bestudering van de "Trend in Visdichtheid"-tabel lijkt het aantal (vis)vangsten per uur de neiging te hebben gehad om over de periode 2001-2009 te dalen tot in 2009 1,5 vangst per uur. De meest gevangen soorten zijn ruisvoorn, blankvoorn, kolblei, snoek, zeelt, brasem, riviergrondel, baars, schubkarper.

## Externe bron
- Factsheet visstand en sportvisserij, bijlage bij het Visplan Rijn en IJssel
- Gebiedsproces Baakse beek-Veengoot
- Website van de provincie Gelderland
- De Veengoot, Vereniging voor Waterstaatsgeschiedenis